# 리오피에드라스

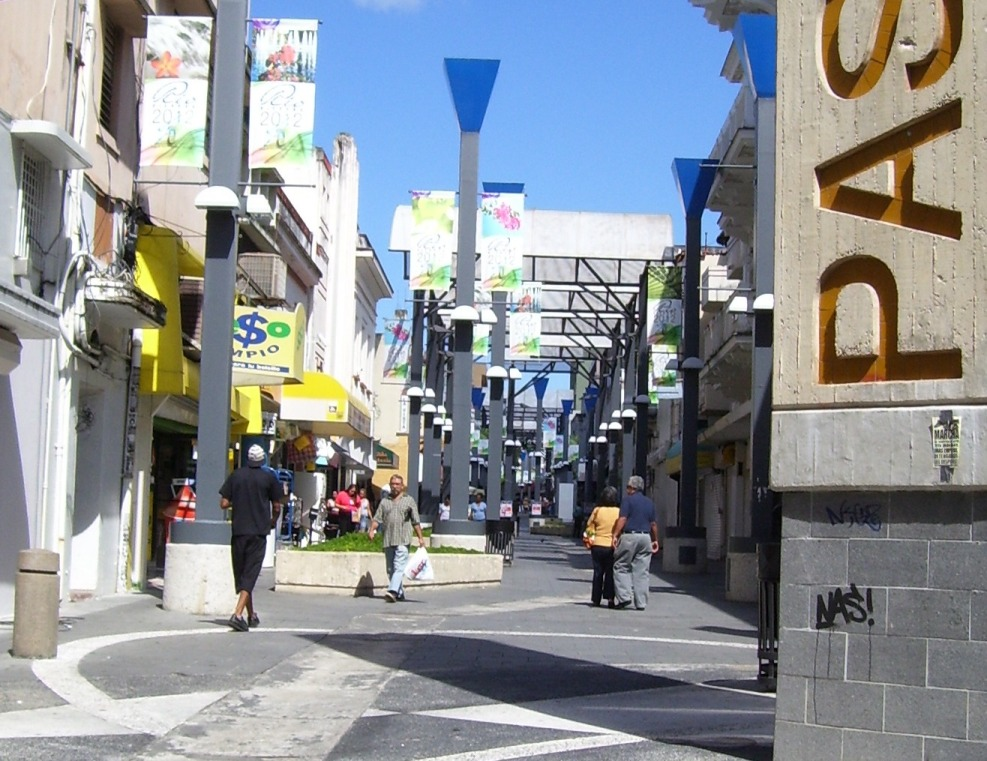
리오피에드라스

리오피에드라스(Río Piedras)는 푸에르토리코 산후안의 한 지역이다.